# Collégiale Saint-Germain des Aix-d'Angillon
Pour les articles homonymes, voir Église Notre-Dame.
La collégiale Saint-Germain est une église catholique située sur la commune des Aix-d'Angillon, dans le département du Cher, en France.

## Localisation

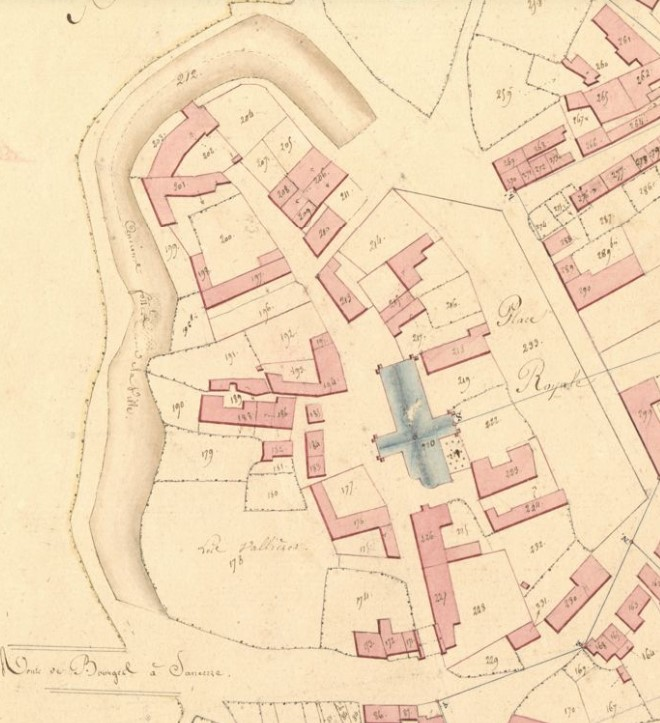
Cadastre napoléonien : l'église au centre du bourg castral.

L'église est située au cœur du village, dans l'ancienne enceinte du château, rue de l'église. Cette rue passe sous un porche, porte de cette enceinte encore bordée au XIXe par des fossés visibles au sud et à l'ouest sur le cadastre napoléonien. Bordant le nord de l'édifice, la place Nationale, auparavant place Royale puis Impériale, est construite en 1816 sur le comblement des fossés,.

## Historique
Gaspard Thaumas de la Thaumassière pense que l'église, chapelle castrale du château, est construite avant 1120 par la famille de Sully possédant alors la châtellenie des Aix. le dédicataire, saint Ythier, évêque de Nevers au VIIe siècle est également le patron d'autres fondations de cette famille comme comme la collégiale Saint-Ythier à Sully-sur-Loire . 
En 1120, l'église, devenue collégiale, voit son chapitre de six chanoines réguliers de saint Augustin réuni au chapitre de la cathédrale de Bourges par l'archevêque de Bourges Vulgrin. C'est à la suite de cette réunion, une trentaine d'années plus tard, que l'église est rebâtie. En 1213 le nombre de chanoines passe à douze. En 1403 Jean de Berry tire une partie du bras et du chef de saint Ythier de sa tombe à Nogent-sur-Vernisson et fait présent de ces reliques à la collégiale. 
Elle devient église paroissiale en 1678 sous le vocable de saint Germain, autre patron de la famille Sully, en place de l'église paroissiale Saint-Germain à Valentigny qui a brulé. Une partie de la tour de la croisée est abattue et remplacée par un clocher en charpente. Le bras nord du transept est reconstruit partiellement et son absidiole est supprimée.
La façade occidentale est reconstruite en 1858. La restauration de l'église se poursuit entre 1875 et 1890. Une sacristie est construite à l'angle de la nef et du bras sud du transept.

## Protection
La collégiale est inscrite au titre des monuments historiques en 1862. Plus de dix éléments du mobiliers sont inventoriés dans la base Palissy.

## Description
Le plan de l'église est celui qu'Eugène Lefèvre-Pontalis a appelé plan bénédictin et qui a été utilisé dans d'autres églises que celles de l'ordre de Saint-Benoît : orientée, elle est constituée d'une grande nef unique rectangle, d'un transept autrefois doté au nord et au sud d'une absidiole, d'une tour clocher sur la croisée, d'un long chœur se terminant par une abside et flanquée de chaque côté de deux absidioles de même orientation. Elle mesure environ 43 m entre la façade et l'extrémité du chevet, 26,5 m entre les deux pignons du transept et la nef fait 20 m sur 13,5 m en dimension extérieure. 

### Extérieur
La façade occidentale, entrée principale, est reconstruite au XIXe siècle. Au-dessus d'un portail néo-roman en plein cintre à deux voussures dont le tympan est orné d'une vierge à l'enfant, une haute fenêtre en plein cintre est surmontée sous le pinacle d'un bas-relief d'agneau pascal s'inscrivant dans un cercle,.
La nef est rythmée par des contreforts et des ouvertures correspondant à chacune des quatre travées. elle est couverte de tuiles plates et une moulure en pointe de diamant ceinture l'édifice et encadre les arcs des baies. Une porte romane au niveau de la deuxième travée du mur sud est ornée d'un fer de mule. La sacristie à l'angle du bras sud du transept et de la nef a été reconstruite en 1886 après la démolition de celle installée en place de l'absidiole du transept nord qui est alors reconstruite.
Sur un contrefort du bras sud du transept figure un cadran solaire.
Le clocher tour, élevé sur la croisée, est amputé depuis le XVIIe siècle au niveau de son premier étage, il est, depuis, remplacé par une flèche en charpente couverte de tavaillons.
Le chevet, finement décoré, fait la richesse de l'architecture romane de cette église. Soutenu par quatre colonnes contreforts engagées dont le fut est plus mince à l'étage supérieur, cet étage, sous la corniche,  est occupé par des arcatures aveugles dont les colonnes et pilastres portent un décor ciselé. La corniche qui déroule une frise de ruban plissé angevin repose sur des modillons. Les grandes fenêtres avec arcature en plein cintre sont également ornées de ruban plissé ou de pointe-de-diamant.
Le côté nord, mitoyen de parcelles privées, n'est pas accessible au public.

### Intérieur
La large nef avec ses quatre travées n'a jamais été voutée, elle est couverte d'un berceau en lambris moderne. Le clocher repose sur un quadrilatère de quatre piliers de la largeur du chœur et plus étroit que la nef et laisse entre l'arc brisé de l'arc triomphal et le mur gouttereau un étroit passage de chaque côté appelé passage berrichon. La coupole de la croisée repose sur quatre trompes centrées par une tête, le sommet à 17,30 mètres est percée d'un oculus pour sonner les cloches.
Le chœur, vouté en berceau, s'orne de trois niveaux d'arcades, les premières, aux arcs brisés, communiquent avec les chapelles latérales. Au-dessus un faux triforium finement décoré est surmonté d'une rangée de fenêtres en plein cintre éclairant ce chœur. À la jonction avec l'abside de la chapelle axiale, le pignon est du chœur, avec ses trois fenêtres, est une construction du XIXe. L'abside est voutée en berceau brisé.      

#### Mobilier
Un orgue de chœur fait par Marie Antoine Louis Suret de 1853 est placé dans la chapelle nord du chœur, une plaque du vœu de 1636 fait par la population pendant une épidémie de peste est placée dans la chapelle de la Vierge sur le mur ouest du bras nord du transept. Elle provient de la chapelle Notre-Dame-de-Pitié de l'ancien hospice. À côté une pietà de la même provenance du XVIIe en pierre polychrome est classée. Un bénitier orné de feuilles et de grappe de raisin du XVe est placé près de la porte sud. Deux bustes reliquaires en bois polychrome du XVIIe sont visibles en hauteur de chaque côté de la chapelle axiale du chœur.

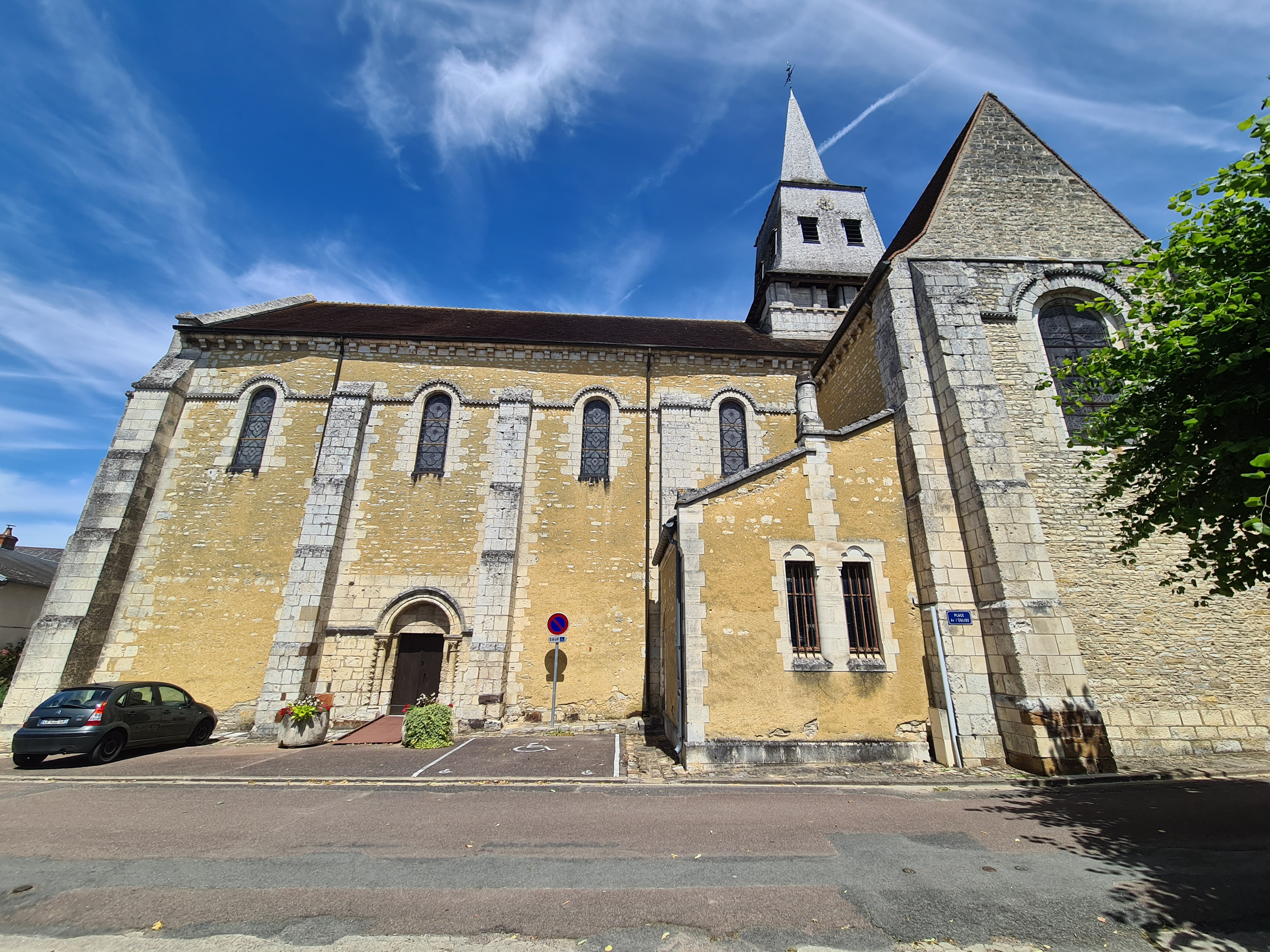
Face sud, nef, sacristie, transept.
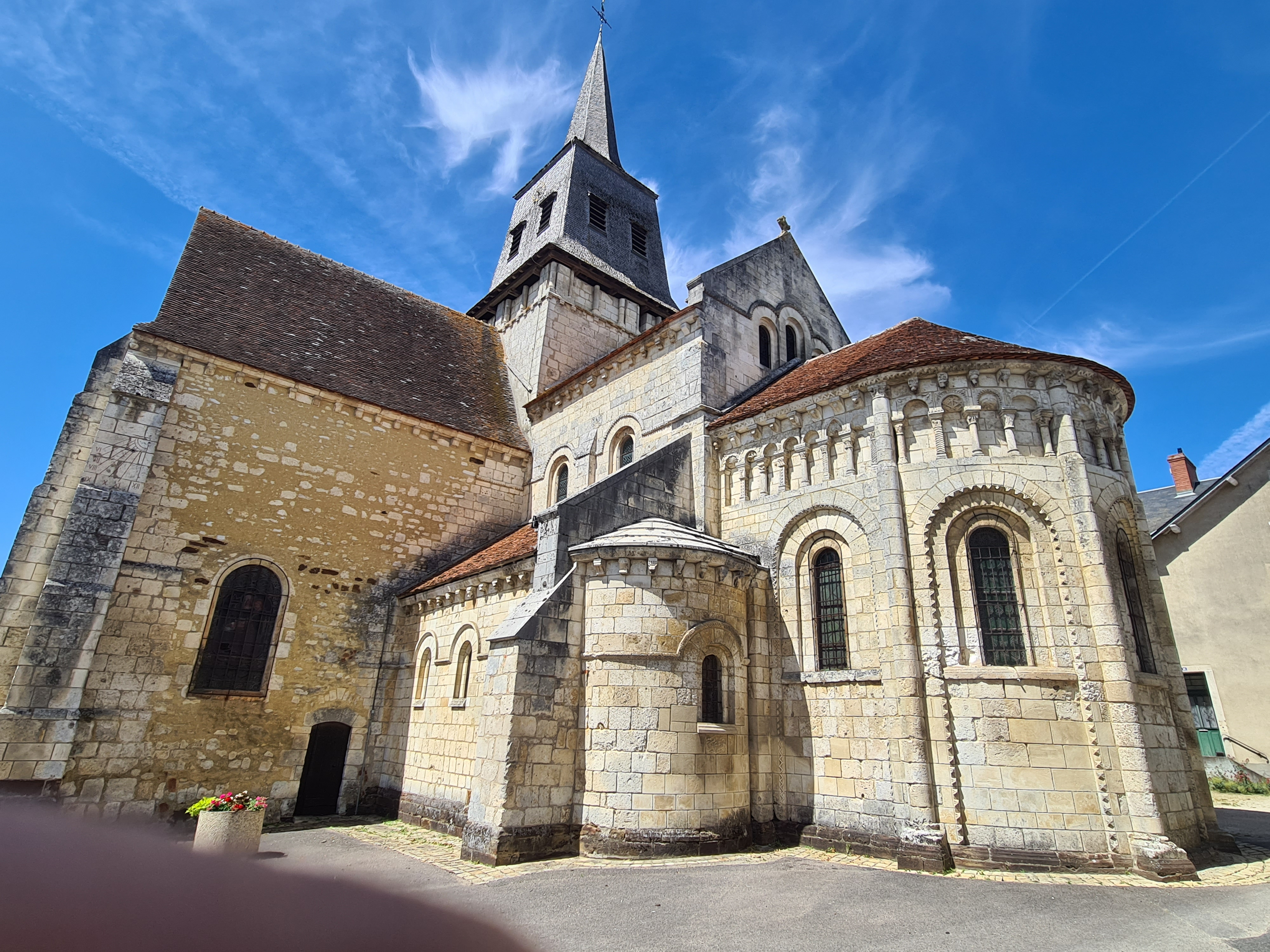
Chevet de la collégiale.
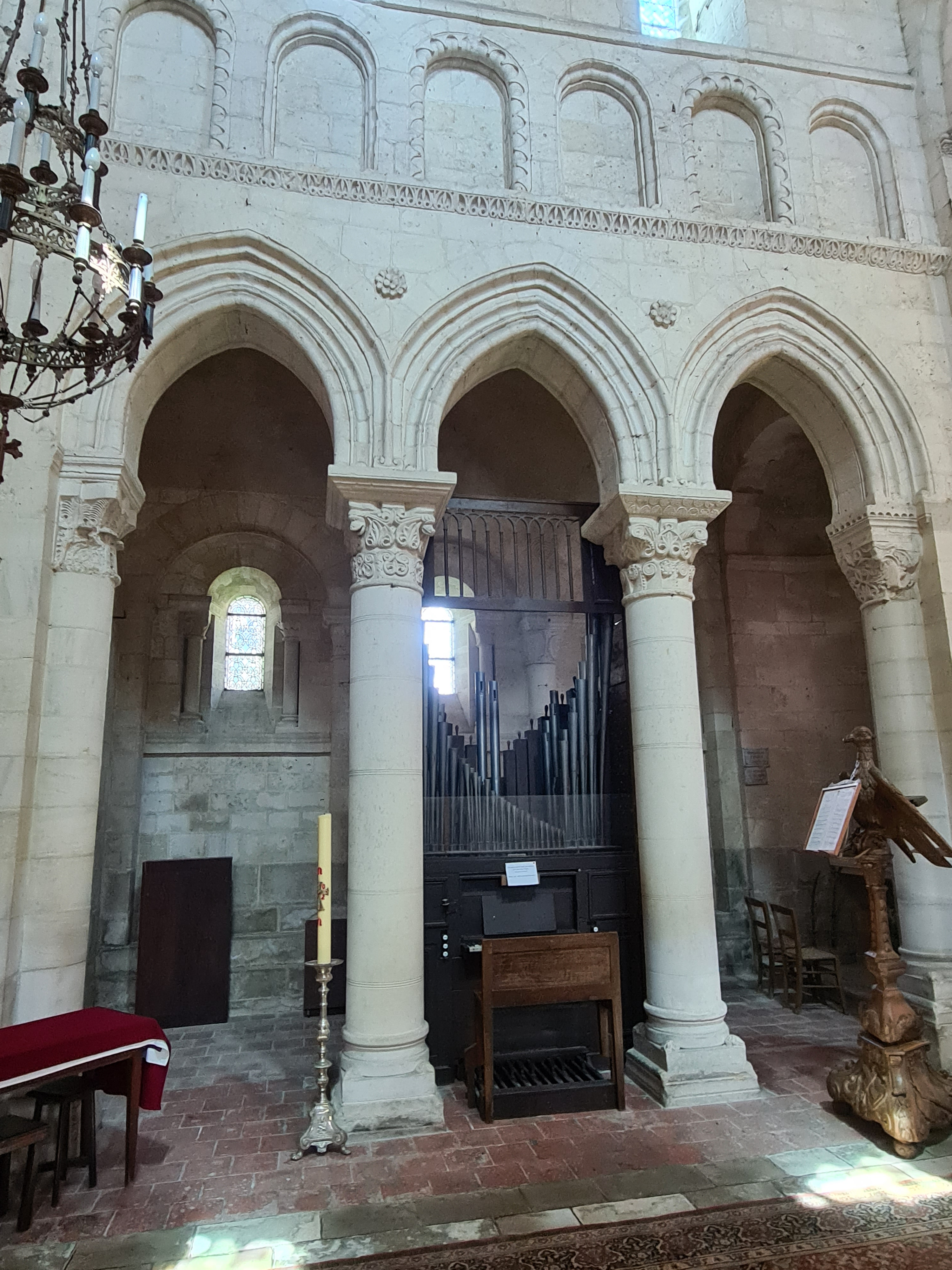
Arcades nord du chœur, orgue, lutrin 18e.
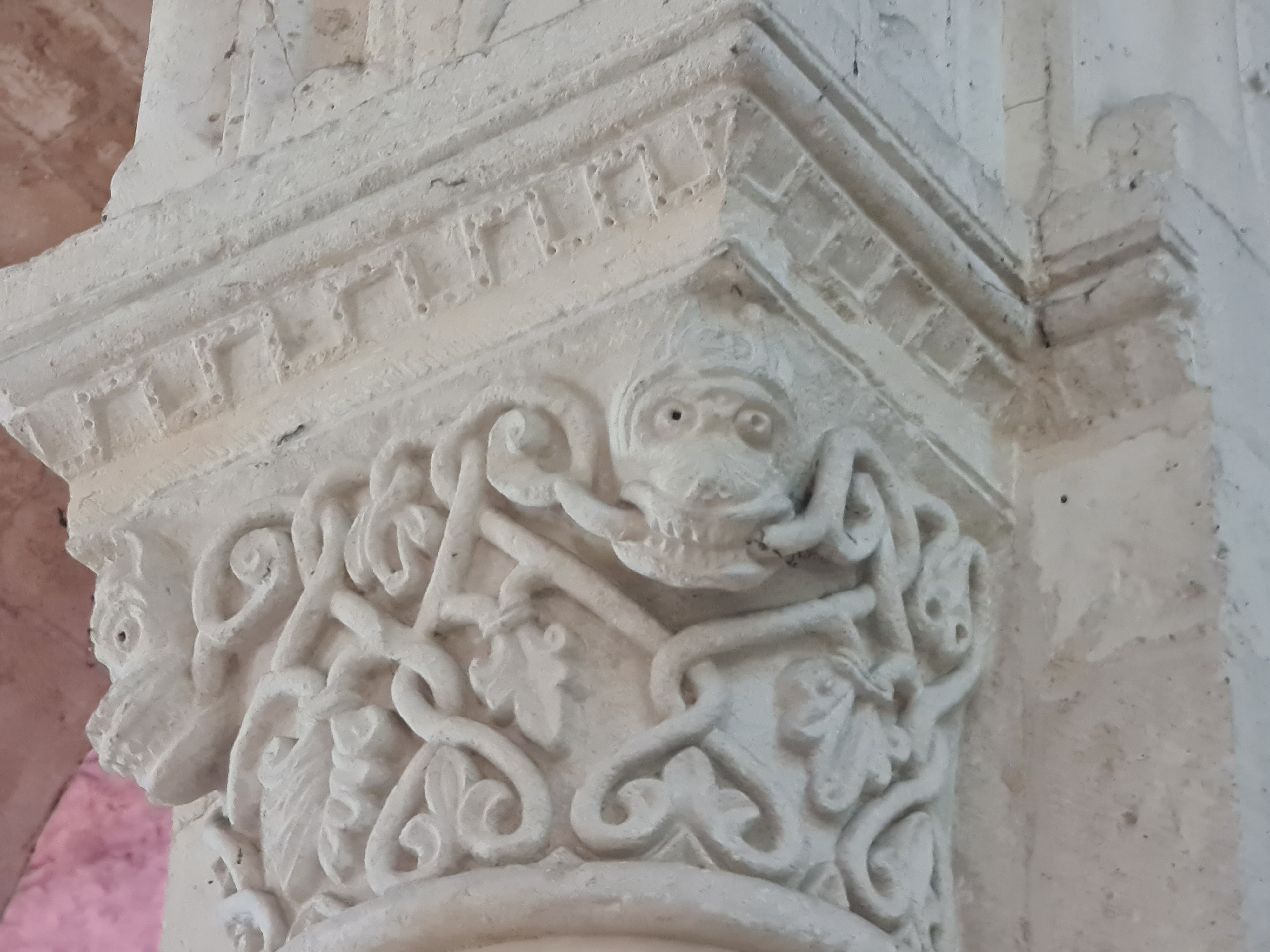
Chapiteau pilier de la croisée.
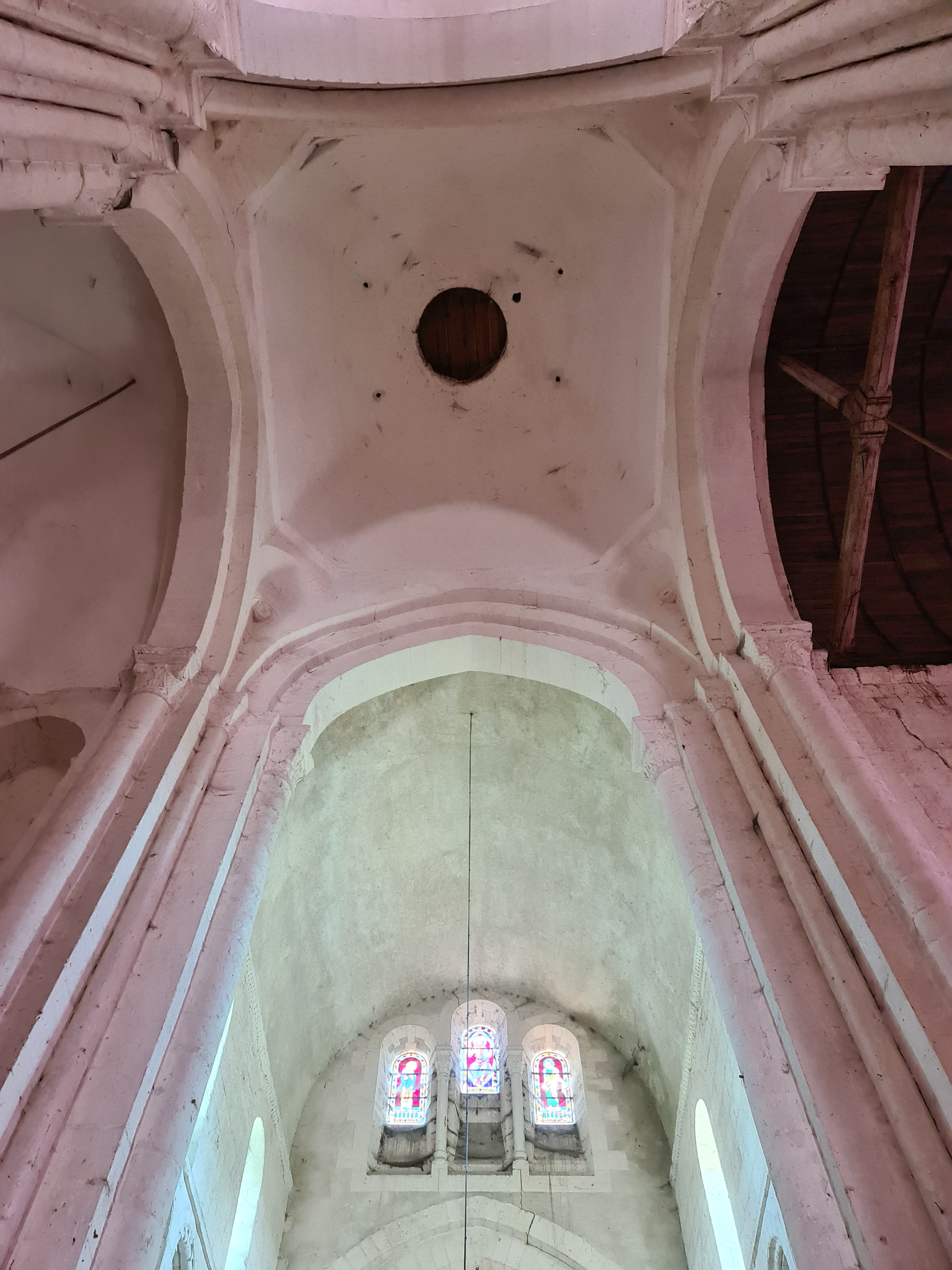
Coupole de la croisée.
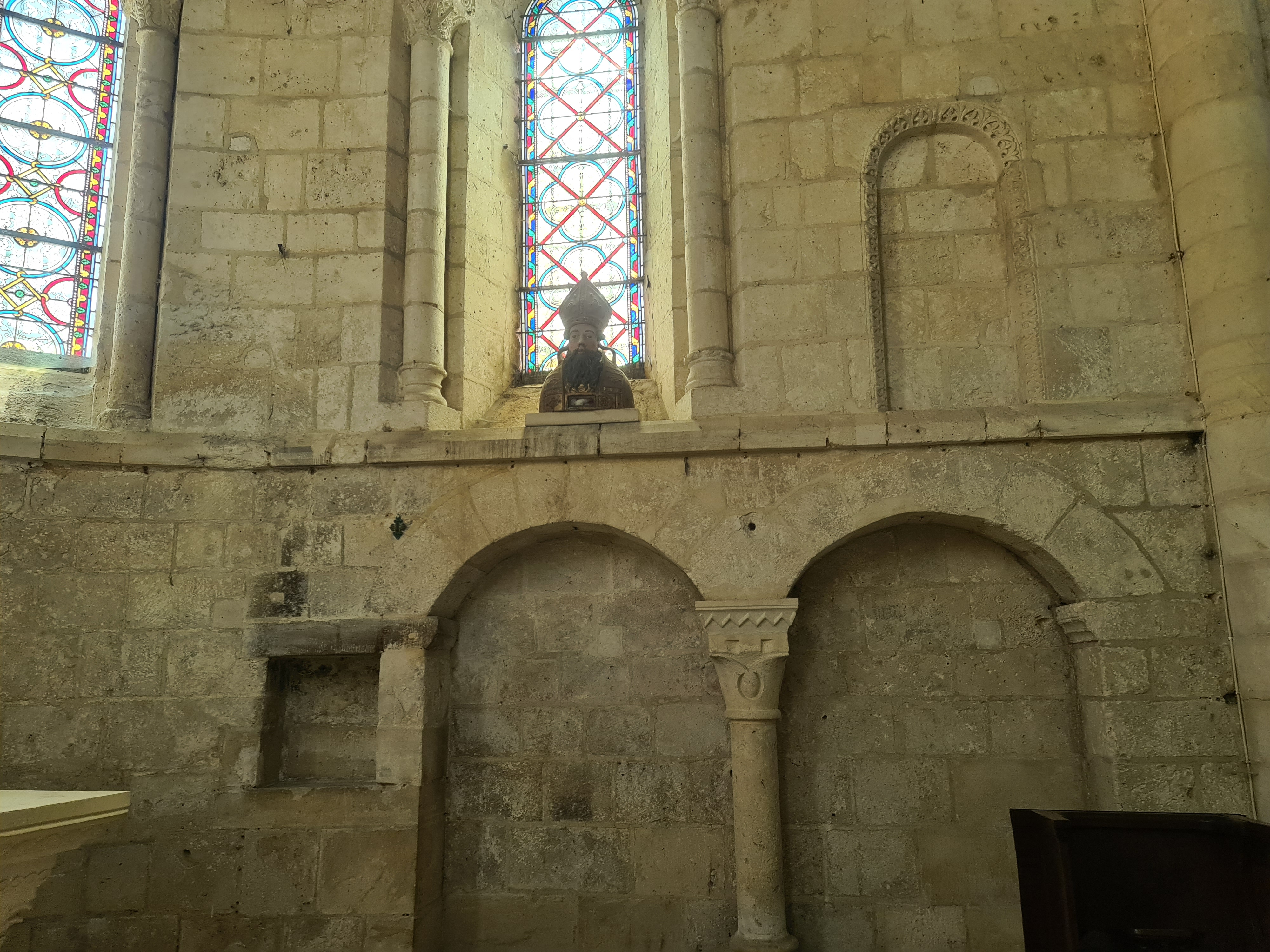
Abside, mur sud, buste reliquaire.
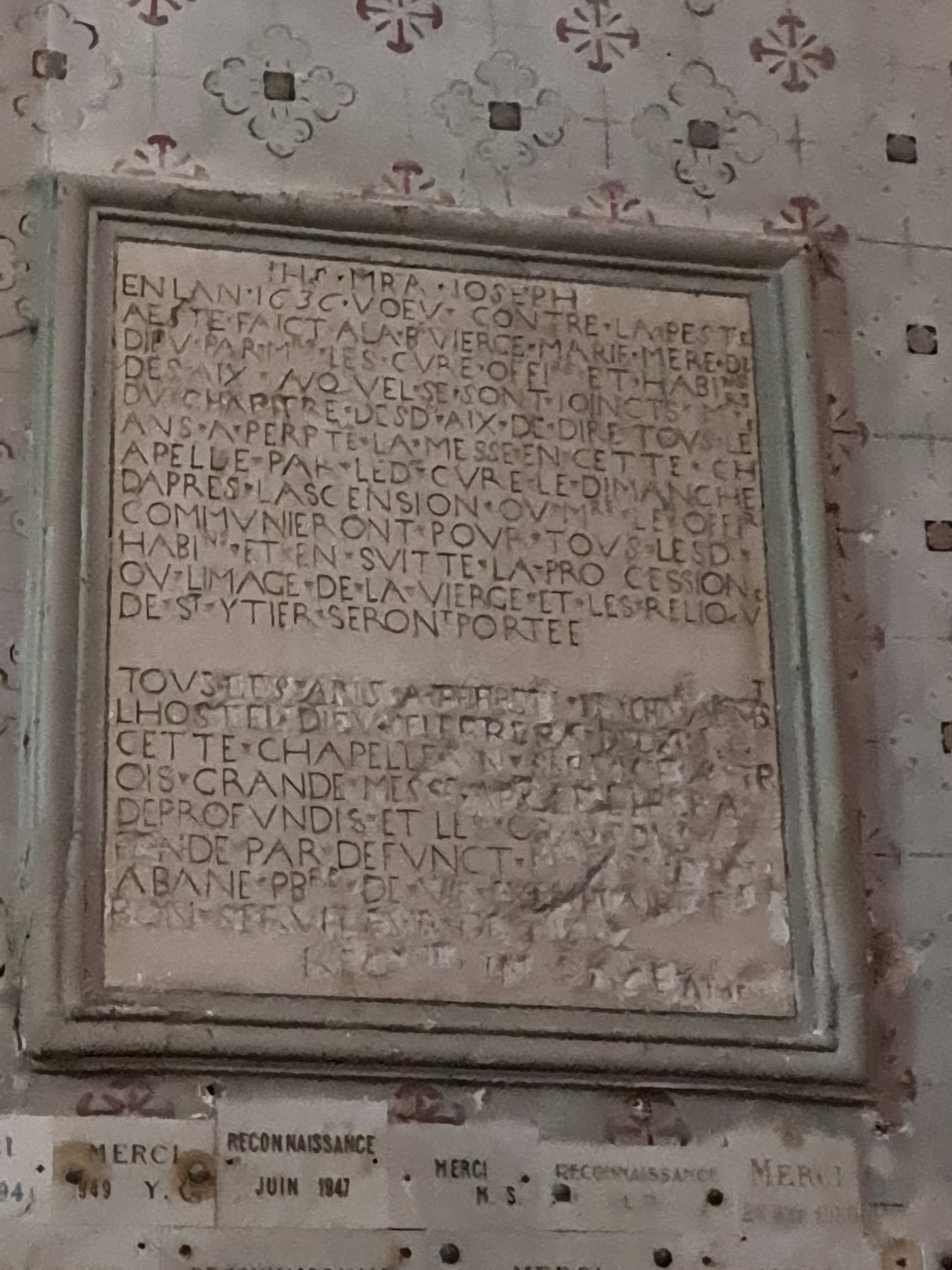
Plaque du vœu de 1636.